# Hedwig Wingler
Hedwig Wingler-Tax (* 1939 in Rosental an der Kainach) ist eine österreichische Philosophin, Autorin und Publizistin.

## Leben
Hedwig Wingler-Tax promovierte zum Dr. phil. mit einer Arbeit über den österreichischen Philosophen Edmund Husserl. Sie war wissenschaftliche Mitarbeiterin an der Universität Graz (1964–1967) und an der Technischen Hochschule Darmstadt (1967–1975). 1973 bis 2000 wohnte sie in Berlin und war u. a. am Regional-Museum Charlottenburg tätig (Ausstellungen zur Zeitgeschichte). Ihr Sohn Johannes stammt aus der Ehe mit dem deutschen Kunsthistoriker Hans Maria Wingler (1920–1984). Hedwig Wingler-Tax lebt seit 2000 in Köflach.

## Werk
Seit 50 Jahren schreibt Hedwig Wingler regelmäßig Essays in der Grazer Literaturzeitschrift Manuskripte, zahlreiche Beiträge in Publikationen zu Philosophie und Literatur. »Seit etwa zehn Jahren schreibe ich tagebuchartige Texte, die ich ›Briefe vom Land‹ nenne – sie schildern die Befindlichkeit, an zwei voneinander entfernten Orten daheim zu sein. Die Texte beziehen sich auf Anlässe, in einem Rahmen, der mehr als meine Privatheit einschließt.« Sieben der acht Künstler, deren Werke im Buch abgebildet sind, haben und hatten in verschiedener Weise mit dem Leben der Autorin zu tun; ausgenommen László Moholy-Nagy, der 1946 starb und dessen Familie mit Hans M. Wingler in Kontakt stand.
2020 erscheint „Vergessenes und Erinnertes“: „Naturgemäß entsteht alles, was aus Worten gebildet wird, zunächst im Kopf, und so können in der Literatur auch Geschichten erzählt werden, die sich nie ereignet haben. Nicht jedoch in den Texten von Hedwig Wingler – denn ihr war es ganz und gar nicht vergönnt, „Erfundenes“ niederzuschreiben. Schreiben, jeden Tag. Unter diesem Motto verwandelt sie in den hier versammelten Texten völlig unprätentiös ihre Begegnungen mit Personen, Themen und Bildern, die sie gekannt, gesehen oder erlebt hat, in Worte. Alles ist des Erinnerns wert, und deshalb versucht sie, diese Momentaufnahmen in Sprache und Mitteilung zu übersetzen. Dazwischen gestreute Gedanken, Reflexionen oder Poetisches machen die Lektüre zu einer intensiven literarischen und vor allem genussvollen Lebensreise.“